# Felicia Hemans
Felicia Dorothea Hemans (Liverpool, 25 september 1793 – Dublin, 16 mei 1835) was een Britse dichteres. Twee van haar openingsregels, "The boy stood on the burning deck" en "The stately homes of England", verwierven een klassieke status.

## Biografie
Felicia Dorothea Browne was de dochter van George Browne, die werkte voor het wijnimportbedrijf van zijn schoonvader en hem opvolgde als Toscaanse en keizerlijke consul in Liverpool, en Felicity, dochter van Benedict Paul Wagner (1718–1806), wijnimporteur in Liverpool en Venetiaanse consul voor die stad. Ze was de vierde van zes kinderen (drie jongens en drie meisjes) die de kindertijd overleefde. Haar zus Harriett werkte muzikaal samen met haar en gaf later haar volledige werken uit (7 delen met memoires, 1839). Het bedrijf van George Browne bracht het gezin al snel naar Denbighshire in het noordoosten van Wales, waar ze haar jeugd doorbracht. Ze woonden in een huisje op het terrein van Gwrych Castle in de buurt van Abergele van haar zeven jaar tot ze zestien was en later verhuisden naar Bronwylfa, St Asaph (Flintshire). Later noemde ze Wales "Land of my childhood, my home and my dead".
Hemans' eerste gedichten, opgedragen aan de Prins van Wales, werden gepubliceerd in Liverpool in 1808, toen ze veertien was, en wekten de interesse van dichter Percy Bysshe Shelley, die kort met haar correspondeerde. Vervolgens bracht ze "England and Spain" (1808) en "The Domestic Affections" (1812) uit. De belangrijkste collecties van Hemans, waaronder "The Forest Sanctuary" (1825), "Records of Woman" en "Songs of the Affections" (1830), waren populair vooral bij vrouwelijke lezers. Haar laatste boeken waren "Scenes and Hymns of Life" en "National Lyrics, en Songs for Music". Ze was inmiddels een bekende literaire figuur, hoog aangeschreven door tijdgenoten als William Wordsworth en met een populaire aanhang in de Verenigde Staten en het Verenigd Koninkrijk.
In 1812 trouwde ze met kapitein Alfred Hemans, een Ierse legerofficier die enkele jaren ouder was dan zijzelf. Het huwelijk bracht haar tot 1814 weg van Wales, naar Daventry in Northamptonshire. Tijdens hun eerste zes huwelijksjaren beviel Hemans van vijf zonen, waarna het paar uit elkaar ging. Het huwelijk had haar er echter niet van weerhouden haar literaire carrière voort te zetten, met verschillende dichtbundels die in de periode na 1816 werden gepubliceerd door de uitgeverij John Murray, te beginnen met "The Restoration of the Works of Art to Italy" (1816) en" Modern Greece" (1817). "Tales and Historic Scenes" was een collectie die uitkwam in 1819, het jaar van hun scheiding.
Vanaf 1831 woonde Hemans in Dublin. Bij haar dood door een oedeem schreven William Wordsworth, Letitia Elizabeth Landon, Lydia Sigourney en Walter Savage Landor herdenkingsverzen ter ere van haar. Ze werd begraven in St. Ann's Church, Dawson Street.

## Nalatenschap
The boy stood on the burning deck,

 Whence all but he had fled;

The flame that lit the battle's wreck

 Shone round him o'er the dead.

Yet beautiful and bright he stood,

 As born to rule the storm;

A creature of heroic blood,

 A proud though childlike form.
Hemans' werken verschenen tijdens haar leven in negentien afzonderlijke boeken. Na haar dood in 1835 werden ze op grote schaal heruitgegeven, meestal als verzamelingen van individuele teksten en niet de langere, geannoteerde werken en geïntegreerde series waaruit haar boeken bestonden. Voor latere vrouwelijke dichters, zoals Caroline Norton, Letitia Elizabeth Landon, Lydia Sigourney en Frances Harper, de Française Amable Tastu en de Duitse Annette von Droste-Hülshoff, was ze een gewaardeerd model. Aan veel lezers bood ze een vrouwelijke stem aan die de beproevingen van de vrouw in vertrouwen nam. Voor anderen waren het lyrische stukken die in overeenstemming waren met de Victoriaanse sentimentaliteit. Onder de werken die men het meest waardeerde, waren het onvoltooide "Superstition and Revelation" en het pamflet "The Sceptic", waarin werd gestreefd naar een anglicanisme dat beter was afgestemd op wereldreligies en de ervaringen van vrouwen. In haar meest succesvolle boek, "Records of Woman" (1828), beschrijft ze de levens van zowel beroemde als anonieme vrouwen. Hemans' gedicht "The Homes of England" (1827) is de oorsprong van de uitdrukking "stately home", verwijzend naar een Engels landhuis.
Ondanks haar illustere bewonderaars nam haar status als serieuze dichter geleidelijk af, mede door haar succes op de literaire markt. Haar poëzie werd als moreel voorbeeldig beschouwd en werd vaak aan schoolkinderen toegewezen. Hierdoor werd Hemans meer gezien als een dichter voor kinderen dan op basis van haar hele oeuvre. Schoolkinderen in de VS kregen in het midden van de 20e eeuw nog steeds les in "The Landing of the Pilgrim Fathers in New England". Maar tegen de 21e eeuw verwijst "The Stately Homes of England" naar de parodie van Noël Coward en niet naar het ooit beroemde gedicht dat het parodieerde. Haar kritische reputatie is de afgelopen jaren echter opnieuw onder de loep genomen. Haar werk speelt weer een rol in standaard bloemlezingen en in klaslokalen en seminars en literaire studies, vooral in de VS.

## Werken (selectie)

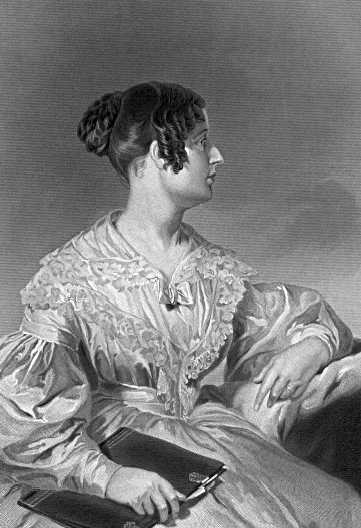
Felicia Hemans

- Poems by Felicia Dorothea Browne (1808)
- England and Spain by Felicia Dorothea Browne (1808)
- The Domestic Affections and Other Poems by Felicia Dorothea Browne (1812)
- Our Lady’s Well
- On the Restoration of the Works of Art to Italy' (Twee edities, 1816)
- Modern Greece (1817)
- Translations from Camoens; and Other Poets, with Original Poetry (1818)
- Hymns on the Works of Nature, for the Use of Children
- Records of Woman: With Other Poems
- The Better Land
- Casabianca
- Corinne at the Capitol
- Evening Prayer at a Girls' School
- A Farewell to Abbotsford
- The Funeral Day of Sir Walter Scott
- Hymn by the Sick-bed of a Mother
- Kindred Hearts
- The Last Song of Sappho
- Lines Written in the Memoirs of Elizabeth Smith
- The Rock of Cader Idris
- Stanzas on the Late National Calamity, On the Death of the Princess Charlotte
- Stanzas to the Memory of George III
- Thoughts During Sickness: Intellectual Powers
- To the Eye
- To the New-Born
- Woman on the Field of Battle

- Bibsys: 90122544
- Biblioteca Nacional de España: XX1573930
- Bibliothèque nationale de France: cb136149306 (data)
- CiNii: DA06033465
- Digitale Bibliotheek voor de Nederlandse Letteren: hema003
- Gemeinsame Normdatei: 119006189
- International Standard Name Identifier: 0000 0001 0875 3822
- Library of Congress Control Number: n79078189
- MusicBrainz: e36cedd4-c465-499f-af61-f4d0061eb80e
- Nationale Bibliotheek van Tsjechië: jn20011018994
- Nationale bibliotheek van Australië: 35657164
- Nationale Bibliotheek van Israël: 987007271595505171
- Nationale Bibliotheek van Polen: a0000002355736
- Nederlandse Thesaurus van Auteursnamen: 071333657
- Réseau des bibliothèques de Suisse occidentale: 02-A000079460
- SNAC: w61z47f1
- Système universitaire de documentation: 027941752
- Trove: 1029639
- Virtual International Authority File: 17397168
- WorldCat: E39PBJpJ9CcmBphKdwX7pX8XBP